# Europejski Bank Inwestycyjny
Europejski Bank Inwestycyjny, EBI (ang. European Investment Bank, fr. Banque Européenne d’Investissement) – bank międzynarodowy, instytucja finansowa Unii Europejskiej, działająca od 1 stycznia 1958, powołana na mocy traktatu rzymskiego z 1957 o utworzeniu EWG. Jego akcjonariuszami są państwa członkowskie UE. Siedziba EBI mieści się w Luksemburgu.
Europejski Bank Inwestycyjny jest niezależny od budżetu UE, posiada osobowość prawną i własne organy decyzyjne (Rada Gubernatorów, Rada Dyrektorów, Komitet Zarządzający, Komisja Audytowa).
Rada Gubernatorów składa się z ministrów finansów państw członkowskich. W skład Rady Dyrektorów wchodzi po 1 przedstawicielu każdego państwa członkowskiego oraz jedna osoba wyznaczona przez Komisję Europejską.
Bank udziela kredytów (lub je gwarantuje) zarówno publicznym, jak i prywatnym podmiotom z państw-akcjonariuszy, a nadrzędnym celem jego działań jest przyczynianie się do harmonijnego rozwoju Wspólnoty. EBI może uczestniczyć w realizacji polityki UE w zakresie pomocy państwom AKP (na podstawie konwencji z Lome), 12 państwom obszaru Morza Śródziemnego (układy o współpracy), a także krajom wschodniej i środkowej Europy.
EBI posiada 59,15% udziałów Europejskiego Funduszu Inwestycyjnego (EFI), jak również 3% akcji Europejskiego Banku Odbudowy i Rozwoju.

## Prezesi EBI
- Pietro Campilli (Włochy, luty 1958 – maj 1959)[1]
- Paride Formentini (Włochy, czerwiec 1959 – wrzesień 1970)[1]
- Yves Le Portz (Francja, wrzesień 1970 – lipiec 1984)[1]
- Ernst-Günther Bröder (Niemcy, sierpień 1984 – marzec 1993)[1]
- Brian Unwin (Wielka Brytania, kwiecień 1993 – grudzień 1999)[1]
- Philippe Maystadt (Belgia, marzec 2000 – grudzień 2011)[1]
- Werner Hoyer (Niemcy, styczeń 2012 – grudzień 2023)[1]
- Nadia Calviño (Hiszpania, od stycznia 2024)[2]